# Глинка (Совєтський район)
Гли́нка (рос. Глинка) — селище у складі Совєтського району Алтайського краю, Росія. Водить до складу Нікольської сільської ради.

## Населення
Населення — 148 осіб (2010; 178 у 2002).
Національний склад (станом на 2002 рік):
- росіяни — 93 %